# Hector Mériaux
Pour les articles homonymes, voir Mériaux.
Hector Mériaux, né le 3 octobre 1901 à Waziers (Nord) et décédé le 13 mars 1996 à Paris, est un syndicaliste français.

## Biographie
Élève au lycée Faidherbe de Lille, il est étudiant en khâgne au lycée Lakanal de Sceaux puis à Louis-le-Grand à Paris, boursier de licence à Lyon en 1922. Il effectue son service militaire de novembre 1926 à avril 1928 avant d'être reçu à l'agrégation de grammaire 1929.
Il est ensuite professeur au lycée de Douai de 1925 à 1937. En 1933, il est élu membre du comité de la Société des agrégés, et de 1934 à 1938, il devient secrétaire de la Société des agrégés. De 1937 à 1939 puis de 1943 à 1968, il est professeur au lycée Buffon à Paris. Son proviseur le décrit comme « un bon professeur qui a, sous des dehors un peu rudes, de solides qualités. Il ne manque ni d'expérience ni de méthode. Il aime ses élèves, s'en occupe de près et les fait bien travailler. Réussit bien. ». L'Inspecteur général déclare pour sa part que « M. Mériaux apporte à son enseignement beaucoup de conscience, de vigueur pédagogique et d'autorité »
Vice-président de la Société des agrégés du 14 juillet 1938 au 4 décembre 1938, il est, président de la Société des agrégés (élu par 14 voix contre 1 pour Fouilhé) du 4 décembre 1938 à 1940. Mobilisé de 1939 à 1940, il est prisonnier de guerre en Silésie (Oflag 2B), puis près de Posnan 1940-1942. Rapatrié pour raison sanitaire le 21 octobre 1942, il est hospitalisé au Val-de-Grâce de 1942 au mai 1943.
Décoré des Palmes académiques en 1946, il est membre du Bureau national du SNALC délégué au Comité technique paritaire à partir de 1948, président adjoint du SNALC de 1951 à 1952. De 1952 à 1961, il est président du SNALC. Il est fait chevalier de la Légion d'honneur en 1967.
Il avait épousé Mlle Yvonne Vernet le 22 septembre 1925, ancienne élève de l'ENS de Sèvres, professeur au lycée Camille Sée, ancienne présidente du S1 de son lycée, décédée le 20 janvier 1965. Hector Mériaux était père d'un fils, et d'une fille tous deux professeurs.